# ایستگاه سبزآب
ایستگاه‌سبزآب، روستایی از توابع بخش مرکزی شهرستان اندیمشک در استان خوزستان ایران است.

## جمعیت
این روستا در دهستان حومه قرار دارد و براساس سرشماری مرکز آمار ایران در سال ۱۳۹۵، جمعیت آن ۳۲ نفر (۸ خانوار) بوده‌است.